# Copitarsia xylenoides
Copitarsia xylenoides là một loài bướm đêm trong họ Noctuidae.